# 西尾市消防本部
西尾市消防本部（にしおししょうぼうほんぶ）は、愛知県西尾市の消防部局（消防本部）。管轄区域は西尾市全域。

## 概要
- 消防本部：西尾市矢曽根町赤地23-1
- 管内面積：160.34km2
- 職員定数：190人（合併後）
- 消防署1カ所、分署4カ所、出張所2カ所、分遣所１カ所
- 主力機械（2022年12月24日現在）
  - 普通消防ポンプ自動車：7
  - 水槽付消防ポンプ自動車：6
  - はしご付消防自動車：１
  - 化学消防自動車：2
  - 水槽車：１
  - 救急自動車：8
  - 救助工作車：１
  - 指揮車：１
  - 資機材搬送車：7
  - 広報車：8
  - 作業車：1
  - 連絡車：2
  - ボートトレーラー：1

## 沿革
- 1955年5月1日　西尾市消防本部を設置。
- 1961年1月28日　西尾市消防署を設置。
- 1962年　救急業務を開始。
- 1965年1月4日　西分署を開設。
- 1968年　はしご付消防車を配備。西分署で救急業務を開始。
- 1972年12月1日　北出張所を開設。
- 1973年　化学消防車を配備。
- 1982年6月5日　東出張所を開設。
- 1987年　消防本部新庁舎が完成。
- 1990年　救助工作車を配備。
- 1994年　初の高規格救急車を消防署に配備。
- 2001年　東出張所で救急業務を開始。
- 2002年　北出張所で救急業務を開始。
- 2011年　市町村合併に伴い、幡豆郡消防組合を統合。
- 2014年　幡豆分署を市役所幡豆支所内へ移転
- 2016年　西尾市消防署一色分署佐久島分遣所開設

## 組織
- 本部 - 総務課、予防課
- 消防署

## 消防署
| 消防署       | 住所             | 分署                                                                                    | 出張所                                   | 分遣所                     |
| ------------ | ---------------- | --------------------------------------------------------------------------------------- | ---------------------------------------- | -------------------------- |
| 西尾市消防署 | 矢曽根町赤地23-1 | 西：楠村町寺前12 一色：一色町一色伊那跨53 吉良：吉良町吉田宮前36 幡豆：西幡豆町仲田14-2 | 北：米津町天竺桂36-1 東：米野町松葉内7-1 | 佐久島：一色町佐久島掛梨40 |